# La pesca del atún blanco
La pesca del atún blanco es una película colombiana dirigida y escrita por Maritza Blanco. Basada en hechos reales y rodada en la región del pacífico colombiano, la cinta se estrenó en las salas de cine del país el 6 de octubre de 2022. Ganó el premio a la mejor película en la sección Colombia en cinta durante la decimosegunda edición del Festival Internacional de Cine de Santander, además de otros reconocimientos en festivales de Brasil y Argentina.

## Sinopsis
La película relata la historia de Mariana, una adolescente afrocolombiana que vive en una población de pescadores en la región pacífica colombiana. Al ser un sitio aislado y olvidado por el estado, se ha convertido en una región azotada por la violencia y el narcotráfico, flagelos que dificultarán que Mariana pueda forjarse un futuro prometedor.

## Reparto
- Eryen Korath Ortiz es Mariana
- Bayron Castillo es Tomás
- Belisario Albornoz es el abuelo
- Andrés Ortega es Diego
- Erlin Ortega es Nelson